# Kurmandschen
Als Kurmandschen (auch Kurmanj, kurmandschi Kurmanc) wird ein ethnisches Kollektiv (vornationalistischer Zeit) bezeichnet.
In der zweiten Hälfte des 20. Jahrhunderts wurde der kurdische Nationalismus zur Massenbewegung in der südöstlichen Türkei und die Kurmandschen sahen darin einen Ausdruck des Kurmandschentums, der für die Rechte der Kurmandschen als ethnische Gruppe steht. In den neunziger Jahren desselben Jahrhunderts änderte sich die Einstellung der Kurmandschen. Kurmandsch als ethnisches Label, Kurmandschi als die Sprache der Kurmandschen und das Kurmandschentum wurden durch den kurdischen Nationalismus verdrängt.
Heute betrachten sich die meisten Sprecher von Kurmandschi als ethnische Kurden. Jedoch gibt es auch einige Kurmandschen, die sich zur Kurmandschi-Gemeinschaft zählen und sich nicht als Kurden betrachten. Die meisten Kurmandschi-Sprecher bezeichnen ihre Sprache als Kurmandschi.
In der Türkei gibt es Menschen, die häufiger darauf hinweisen, dass sie Kurmandschi sprechen, als „kurdisch zu sein“.